# Monoblastus kaniacensis
Monoblastus kaniacensis är en stekelart som först beskrevs av Hall 1919.  Monoblastus kaniacensis ingår i släktet Monoblastus och familjen brokparasitsteklar. Inga underarter finns listade i Catalogue of Life.